# Françoise Morhange
Pour les articles homonymes, voir Morhange.
Françoise Morhange (Françoise Eugénie Jacqueline Leloup, née le 21 mars 1915 dans le 18e arrondissement de Paris, morte le 12 août 1984 à Agadir au Maroc) est une actrice française.

## Biographie
Débutante avant la seconde guerre mondiale, elle entame une seconde carrière d'actrice de télévision au début des années 1970, avec notamment des rôles de femmes à la forte personnalité, puis de vieilles femmes acariâtres. Un de ses rôles les plus connus est celui de Tante Estelle dans Les Quatre Cents Coups de Virginie.

## Filmographie

### Cinéma
- 1936 : Jeunes Filles de Paris de Claude Vermorel : Jeannette Maubert
- 1945 : La Fille aux yeux gris - Berthe Renard
- 1979 : Le Voyage en douce - La grand-mère
- 1982 : Boulevard des assassins - Louise Mariani
- 1983 : La vie est un roman - Une participante au colloque
- 1984 : Mesrine - Mme Lelièvre
- 1984 : L'Amour à mort - Mme Vigne

### Télévision
- 1970 : Mauregard (mini-série) - Mme Eugène
- 1978 : Médecins de nuit de Philippe Lefebvre, épisode : Anne - Marguerite Le Bihan
- 1979 : Les Quatre Cents Coups de Virginie  (mini-série) - Tante Estelle
- 1980 : L'Oasis, téléfilm de Marcel Teulade - Mlle Porte
- 1982 : La Sorcière, téléfilm de Charles Brabant -  La seconde sorcière
- 1982 : Pleine lune, téléfilm de Jean-Pierre Richard
- 1982 : Médecins de nuit de Stéphane Bertin, épisode : La nuit d'Espagne (série télévisée) - Marcelle Waysond
- 1985 : Vincente, téléfilm de Bernard Toublanc-Michel
- 1985 : Clémence Aletti de Peter Kassovitz : Vanina Aletti